# Filé

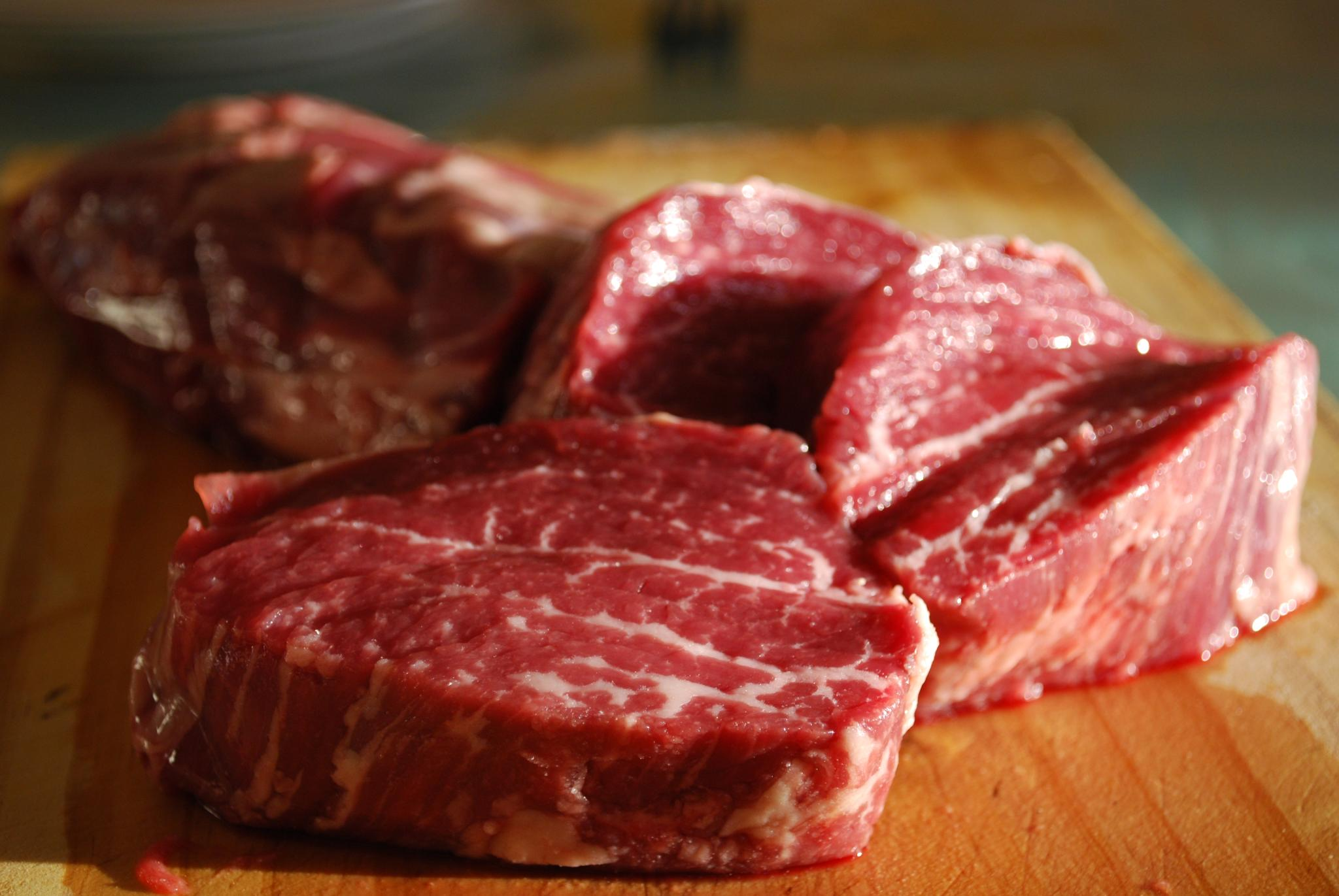
Filé från naturbetande nötkreatur.

Filé (av franska filet) är en styckningsdetalj för kött. Den är det långsmala, benfria stycke kött som ligger närmast under ryggraden på däggdjur. Filé är en mycket mör köttbit, och är i allmänhet den styckningsdetalj som kan säljas till det högsta priset. Exempel på filé är oxfilé och fläskfilé. Handeln har också, sedan en del år tillbaka, kallat kotletter (fläsk, kalv och lamm) och biff (oxe), för "ytterfilé", men detta är endast ett marknadsföringsförsök, att göra "sämre" kött finare. Medaljong är en skiva av filén.
Andra styckningsdelar kallas ibland filé, till exempel kycklingbröst som ofta kallas kycklingfilé. Fåglar har inga filéer.